# Conjunctiv
În gramatică, conjunctivul, numit și subjonctiv, este un mod verbal personal și predicativ. În gramaticile a diferite limbi și de către diferiți lingviști este definit prin trăsături morfologice specifice și/sau prin funcții mai mult sau mai puțin specifice, ori este ignorat ca mod din lipsa unor trăsături morfologice specifice, funcțiile sale fiind îndeplinite de alt mod definit morfologic.
Toate limbile indo-europene au modul conjunctiv, deși sistemul acestuia este dezvoltat în grade diferite de la limbă la limbă. În limba engleză, de exemplu, este foarte redus față de limbi precum germana sau franceza.

## În limba română
În limba română, conjunctivul are o folosire relativ extinsă, nu numai față de engleză, ci și față de alte limbi romanice, îndeplinind în mare măsură funcții pe care în aceste limbi le are infinitivul. Acest fapt, Bussmann 1998 îl prezintă ca o trăsătură ce ține de uniunea lingvistică balcanică.

### Morfologie
Morfemul specific al conjunctivului românesc este conjuncția să.

#### Prezentul conjunctiv
În afară de să, la acest timp conjunctivul mai are ca morfem desinența persoanei a treia singular și plural, care provoacă și schimbări fonetice în sufixul pe care îl au unele verbe. La celelalte persoane sunt aceleași desinențe ca la prezentul indicativ. Exemple:
| Conjugarea I Infinitiv în -a | Conjugarea I Infinitiv în -a | Conjugarea a II-a Infinitiv în -ea a vedea | Conjugarea a III-a Infinitiv în -e a bate | Conjugarea a IV-a  | Conjugarea a IV-a      | Conjugarea a IV-a   | Conjugarea a IV-a        |
| Fără sufix a cânta           | Cu sufixul -ez a lucra       | Conjugarea a II-a Infinitiv în -ea a vedea | Conjugarea a III-a Infinitiv în -e a bate | Infinitiv în -i    | Infinitiv în -i        | Infinitiv în -î     | Infinitiv în -î          |
| Fără sufix a cânta           | Cu sufixul -ez a lucra       | Conjugarea a II-a Infinitiv în -ea a vedea | Conjugarea a III-a Infinitiv în -e a bate | Fără sufix a dormi | Cu sufixul -esc a iubi | Fără sufix a coborî | Cu sufixul -ăsc a hotărî |
| ---------------------------- | ---------------------------- | ------------------------------------------ | ----------------------------------------- | ------------------ | ---------------------- | ------------------- | ------------------------ |
| să cânt                      | să lucrez                    | să văd                                     | să bat                                    | să dorm            | să iubesc              | să cobor            | să hotărăsc              |
| să cânți                     | să lucrezi                   | să vezi                                    | să bați                                   | să dormi           | să iubești             | să cobori           | să hotărăști             |
| să cânte                     | să lucreze                   | să vadă                                    | să bată                                   | să doarmă          | să iubească            | să coboare          | să hotărască             |
| să cântăm                    | să lucrăm                    | să vedem                                   | să batem                                  | să dormim          | să iubim               | să coborâm          | să hotărâm               |
| să cântați                   | să lucrați                   | să vedeți                                  | să bateți                                 | să dormiți         | să iubiți              | să coborâți         | să hotărâți              |
| să cânte                     | să lucreze                   | să vadă                                    | să bată                                   | să doarmă          | să iubească            | să coboare          | să hotărască             |

#### Perfectul conjunctiv
Acest timp are particularitatea de a nu avea forme variabile după persoană. Dacă verbul nu are subiect exprimat, persoana trebuie să reiasă din context. Structura sa este: conjuncția să + verbul auxiliar fi (la infinitiv fără prepoziția a) + participiul invariabil al verbului de conjugat:
să fi cântat / văzut / bătut / zis / iubit / coborât

### Valori
Conjunctivul exprimă în general o acțiune, o întâmplare sau o stare virtuală, adică realizabilă sau posibilă. Astfel, poate fi vorba de o acțiune dorită, preferată, permisă, cerută, recomandată, necesară, obligatorie etc., în propoziție pozitivă, dar verbul poate fi și negat.
În propoziție principală, conjunctivul are ca valori specifice exprimarea unei urări (Să-ți fie de bine!), a protestului sau a indignării (Eu să fac așa ceva?!), a dilemei: Să merg sau nu? Valorile sale nespecifice sunt în această situație cea de imperativ (Să pleci imediat! = Pleacă imediat!), cea de prezumtiv (Așa să fie? = Așa o fi?) și cea de optativ: Numai să fiu sănătos! = Numai de-aș fi sănătos!
Valorile specifice ale conjunctivului se manifestă cel mai pregnant în propoziție subordonată, ceea ce exprimă depinzând de verbul său regent:
- acțiune posibilă/imposibilă: (Nu) e posibil să reușim;
- acțiune dorită/nedorită: (Nu) vreau să plec;
- acțiune intenționată/neintenționată: (Nu) am de gând să te pedepsesc;
- acțiune preferată sau nu: Prefer să (nu) rămân;
- acțiune cerută/necerută: (Nu) îți cer să mă anunți;
- acțiune recomandată/nerecomandată: (Nu) te sfătuiesc să încerci;
- acțiune necesară/inutilă: (Nu) e nevoie să ne mai gândim;
- acțiune obligatorie/facultativă: (Nu) trebuie să mai discutăm;
- acțiune permisă/interzisă: (Nu) îți dau voie să vii cu mine;
- acțiune în legătură cu care vorbitorul are un sentiment, o stare sufletească (dacă verbul regent este la condițional): M-aș bucura să vii și tu.

Și în propoziție subordonată, conjunctivul poate avea valori nespecifice:
- Verbul regent poate conferi conjunctivului un caracter real, acesta denumind acțiunea, valoare specifică infinitivului: Am început să cânt.
- Conjunctivul poate fi folosit cu valoarea condiționalului în propoziție circumstanțială condițională sau concesivă: Să-ți fi cerut eu, nu-mi dădeai. = Dacă ți-aș fi cerut eu,…;
- Altă valoare nespecifică este cea de prezumtiv: Nu știu să fi venit aici.

În cazul unor verbe regente există concurență între conjunctiv și indicativ. Este vorba de verbe care exprimă:
- speranța: Sper să vină/că va veni și Petre.
- opinia la negativ: Nu cred să fie/că este bine așa.
- un sentiment, o stare sufletească (dacă verbul regent este la indicativ): Mă tem să nu plece/că pleacă.

### Sintaxă
Verbul la conjunctiv poate fi predicat în mai multe tipuri de propoziții.
Propozițiile principale în care se găsește pot fi exclamative sau interogative, pozitive sau negative.
Conjunctivul poate fi predicatul oricărei propoziții subordonate necircumstanțiale, în afară de cea de agent, dar cunoaște mai multe resticții în ceea ce privește subordonatele circumstanțiale. Poate fi predicatul următoarelor propoziții circumstanțiale:
- de timp care exprimă anterioritatea față de propoziția regentă, introdusă prin anumite locuțiuni conjunctive: Am ajuns la gară înainte ca trenul să fi sosit, Până (când) să mă trezesc, el plecase deja, A trecut multă vreme până să-l cunosc;
- de scop, în care este singurul mod posibil: Am venit (ca) să te văd, Ud cu multă apă, pentru ca florile să se dezvolte bine;
- de mod propriu-zisă introdusă prin să sau fără (ca …) să: Nu rezistă el să nu se ducă la ea, Muncește fără să se gândească la rezultat;
- condițională, când conjunctivul are valoare de condițional: Să-ți fi cerut eu, nu-mi dădeai;
- concesivă introdusă prin și fără să: Merg și fără să mă invite;
- opozițională introdusă prin în loc să sau fără să: În loc să muncească, pierde vremea, A concurat mereu, fără să câștige niciodată;
- de excepție introdusă prin decât să: Nu vreau altceva decât să dorm.

Prin urmare, conjunctivul nu poate fi predicat în următoarele tipuri de propoziții circumstanțiale: de timp care exprimă o acțiune simultană sau posterioară, de cauză, de mod comparativă sau de grad și măsură, consecutivă, instrumentală, sociativă, de relație și cumulativă.

## În alte limbi
În limba franceză, modul numit subjonctif are patru timpuri: prezent, perfect, imperfect și mai mult ca perfect, ultimele două fiind folosite aproape exclusiv în limba literară cu tendință clasică. Majoritatea utilizărilor sale sunt asemănătoare cu ale conjunctivului românesc, dar are și unele pe care acesta nu le posedă, de exemplu exprimarea predicatului propoziției completive indirecte al cărei verb regent exprimă o afirmație incertă (Je doute qu’il vienne „Mă îndoiesc că va veni”) sau al propoziției circumstanțiale concesive: Bien qu’il soit malade,… „Deși este bolnav,…”. O altă deosebire este că în franceză, în general nu se folosește subordonata cu predicatul la subjonctiv atunci când acțiunea subordonată are subiectul identic cu cel al verbului regent, ci complementul la infinitiv: Je veux partir demain „Vreau să plec mâine”.
În limba engleză, modul numit subjunctive este identic la prezent ca formă cu infinitivul fără to. Este relativ rar folosit cu valori asemănătoare celor ale conjunctivului românesc, mai mult în registrul de limbă elevat, și mai mult în engleza americană decât în cea britanică. În aceasta din urmă este preferată folosirea unui verb modal urmat de infinitiv sau a formei de indicativ. Exemple:
The committee recommended that the scheme go ahead vs. The committee recommended that the scheme should go ahead „Comitetul a recomandat ca proiectul să fie continuat”;
The Opposition are insisting that the Minister resign vs. The Opposition are insisting that the Minister resigns „Opoziția insistă ca ministrul să demisioneze”.
De asemenea, construcțiile cu infinitivul sunt preferate față de cele cu subjonctivul când regenta este o expresie verbală impersonală cu un adjectiv: It is important that an exact record be kept vs. It is important to keep an exact record „Este important să se țină un registru exact”.
Există și un subjonctiv preterit, de registru elevat, folosit cu valoarea condiționalului românesc în propoziție circumstanțială condițională, înlocuit în registrul curent de forma indicativului trecut: The man looked as if he were drunk vs. The man looked as if he was drunk „Omul arăta ca și cum ar fi fost beat”.
În limba maghiară, valorile imperativului și ale conjunctivului sunt exprimate de o singură formă modală, numită în general „imperativ”, acesta având toate formele personale. Există totuși autori care numesc acest mod conjunctiv-imperativ.
În limbile din diasistemul slav de centru-sud, valorile conjunctivului sunt exprimate de prezentul indicativului cu conjuncția da corespunzătoare lui să, în gramaticile lor nefiind luat în seamă un mod conjunctiv. Standardul limbii croate prezintă o preferință pentru infinitiv în exprimarea acțiunilor subordonate care au același subiect ca cel al verbului regent, iar cel al limbii sârbe pentru subordonata cu da în aceeași situație, trăsătură comună cu cea a limbilor din uniunea lingvistică balcanică. Croata admite infinitivul ca alternativă la subordonată și pentru exprimarea acțiunii subordonate cu subiect diferit de cel al verbului regent. Exemple:
Marija želi da piše vs. Marija želi pisati „Marija dorește să scrie”;
Učio sam ga da pliva vs. Učio sam ga plivati „L-am învățat să înoate”.